# مقصودآباد (محمدآباد)
مقصودآباد یک روستا در ایران است که در دهستان محمدآباد شهرستان مرودشت استان فارس واقع شده‌است. مقصودآباد ۴۷۴ نفر جمعیت دارد.